# Grand établissement
Ett grand établissement är en högre statlig undervisningsinstitution av en speciell form i Frankrike. De räknas som de mest prestigefulla lärosätena för högre vetenskap och forskning där, och är överställda vanliga universitet. Till grands établissements hör:
- Conservatoire national des arts et métiers (CNAM) [1]
- Collège de France [2]
- École Centrale des Arts et Manufactures [3]
- École Nationale des Chartes [4]
- École nationale de l'aviation civile  (ENAC) [5]
- École Nationale Supérieure d'Arts et Métiers (ENSAM) [6]
- École Nationale Supérieure des Sciences de l'Information et des Bibliothèques [7]
- École Pratique des Hautes Études (EPHE) [8]
- École des hautes études en sciences sociales (EHESS) [9]
- Groupe des Écoles des Télécommunications (GET) [10]
- Sciences Po (Fondation Nationale des Sciences Politiques och Institut d'études politiques de Paris) [11]
- Institut national des langues et civilisations orientales (INALCO) [12]
- Institut de physique du globe de Paris (IPGP) [13]
- Institut polytechnique de Grenoble or (INP Grenoble)
- Muséum national d'Histoire naturelle (MNHN) [14]
- Observatoire de Paris [15]
- Palais de la Découverte [16]
- Université Paris-Dauphine